# 和知車站
和知車站（日语：／ Wachi eki */?）是一由西日本旅客鐵道（JR西日本）所經營的鐵路車站，位於日本京都府船井郡京丹波町，是山陰本線沿線車站之一，隸屬於近畿統括本部的管轄範圍，是一個將售票業務委託由站內的商店代售之簡易委託車站。
為了便利通勤旅客利用，原本有一些早晨或傍晚時行駛的特急列車（包括丹波、橋立、舞鶴等列車）會在本站停靠，但在2011年3月的班次表修正啟用後，特急列車的停靠已全部取消。

## 車站結構
側式月台1面1線與島式月台1面2線，合計2面3線的地面車站。站舍位於側式月台的1號月台側，島式月台的2、3號月台以跨線天橋連絡。

### 月台配置
| 月台 | 路線     | 方向 | 目的地           | 備註                |
| ---- | -------- | ---- | ---------------- | ------------------- |
| 1    | 山陰本線 | 下行 | 綾部、福知山方向 | 綾部、福知山方向    |
| 2、3 | 山陰本線 | 上行 | 園部、京都方向   | 3號月台只限待避列車 |

## 使用情況
1日平均上車人次如下表。
| 年度               | 1日平均上車人次 |
| ------------------ | --------------- |
| 1999年（平成11年） | 236             |
| 2000年（平成12年） | 225             |
| 2001年（平成13年） | 211             |
| 2002年（平成14年） | 192             |
| 2003年（平成15年） | 195             |
| 2004年（平成16年） | 203             |
| 2005年（平成17年） | 203             |
| 2006年（平成18年） | 195             |
| 2007年（平成19年） | 189             |
| 2008年（平成20年） | 181             |
| 2009年（平成21年） | 170             |
| 2010年（平成22年） | 173             |
| 2011年（平成23年） | 167             |
| 2012年（平成24年） | 178             |
| 2013年（平成25年） | 186             |
| 2014年（平成26年） | 173             |
| 2015年（平成27年） | 175             |
| 2016年（平成28年） | 170             |

## 相鄰車站
西日本旅客鐵道
 山陰本線
■快速
下山－和知－（一部分停靠立木站）－綾部
■普通（包括嵯峨野線區間為快速的列車）
下山－和知－安栖里

## 外部連結
- 和知｜車站資訊：JR出門網 - 西日本旅客鐵道